# Raj (Karwina)
Raj (cz. Ráj, niem. Roj) – część miasta Karwina w kraju morawsko-śląskim, w powiecie Karwina w Czechach. Jest to także gmina katastralna o powierzchni 762,82 ha. W 2001 r. liczył 17142 mieszkańców, a w 2010 odnotowano 1304 adresy.
W Raju zlokalizowany jest szpital miejski i stadion piłkarski MFK Karviná. 

## Historia
Miejscowość po raz pierwszy wzmiankowana w dokumencie Liber fundationis episcopatus Vratislaviensis, który datuje się na ok. 1305 rok, jako miejscowość o nazwie Ray na gruntach którego założony został Frysztat (Frienstad in Ray). Była to więc wieś o wiele starsza. Wieś politycznie znajdowała się wówczas w granicach utworzonego w 1290 piastowskiego (polskiego) księstwa cieszyńskiego, będącego od 1327 lennem Królestwa Czech, a od 1526 roku w wyniku objęcia tronu czeskiego przez Habsburgów wraz z regionem aż do 1918 roku w monarchii Habsburgów (potocznie Austrii).
W 1448 roku właścicielem wsi został Piotr z Karwiny, a w 1572 wraz z miastem Frysztat zostało sprzedane przez księcia Wacława III Adama Wacławowi Cyganowi ze Słupska tworząc frysztackie państwo stanowe. W 1617 po pożarze Frysztatu Cyganowie przenieśli się właśnie do Raju.
Według austriackiego spisu ludności z 1910 roku Raj miał 1053 mieszkańców, z czego 1031 było zameldowanych na stałe, 1003 (97,3%) było polsko-, 23 (2,2%) niemiecko- i 5 (0,5%) czeskojęzycznymi, 1039 (98,7%) katolików oraz 14 (1,3%) ewangelików.
W przeszłości znajdował się tutaj również renesansowy zamek, wybudowany w latach 1563-1570 wraz z otaczającym go parkiem. W latach 1750. przekonstruowany w stylu barokowym, w którym pozostał aż do zniszczenia. W 1899 zakupiony przez wpływową rodzinę Larisch-Mönnich, która była w jego posiadaniu aż do 1945. Po II wojnie światowej skonfiskowany i przeobrażony przez nowe władze w sypialnie dla górników. W 1955 umiejscowiono tu szpital, który już w 1968 z powodu uszkodzeń budynku musiał go opuścić. Zaniedbany przez komunistyczne władze zamek ostatecznie zburzono w 1980.
Od 1872 roku do 1982 działała w Raju polska szkoła.

### Byłe przejścia graniczne
Przed przystąpieniem Czech do strefy Schengen 21 grudnia 2007 roku, funkcjonowały tu przejścia graniczne do Polski Karviná Ráj I - Kaczyce Dolne oraz Karwina Raj II - Kaczyce Górne.

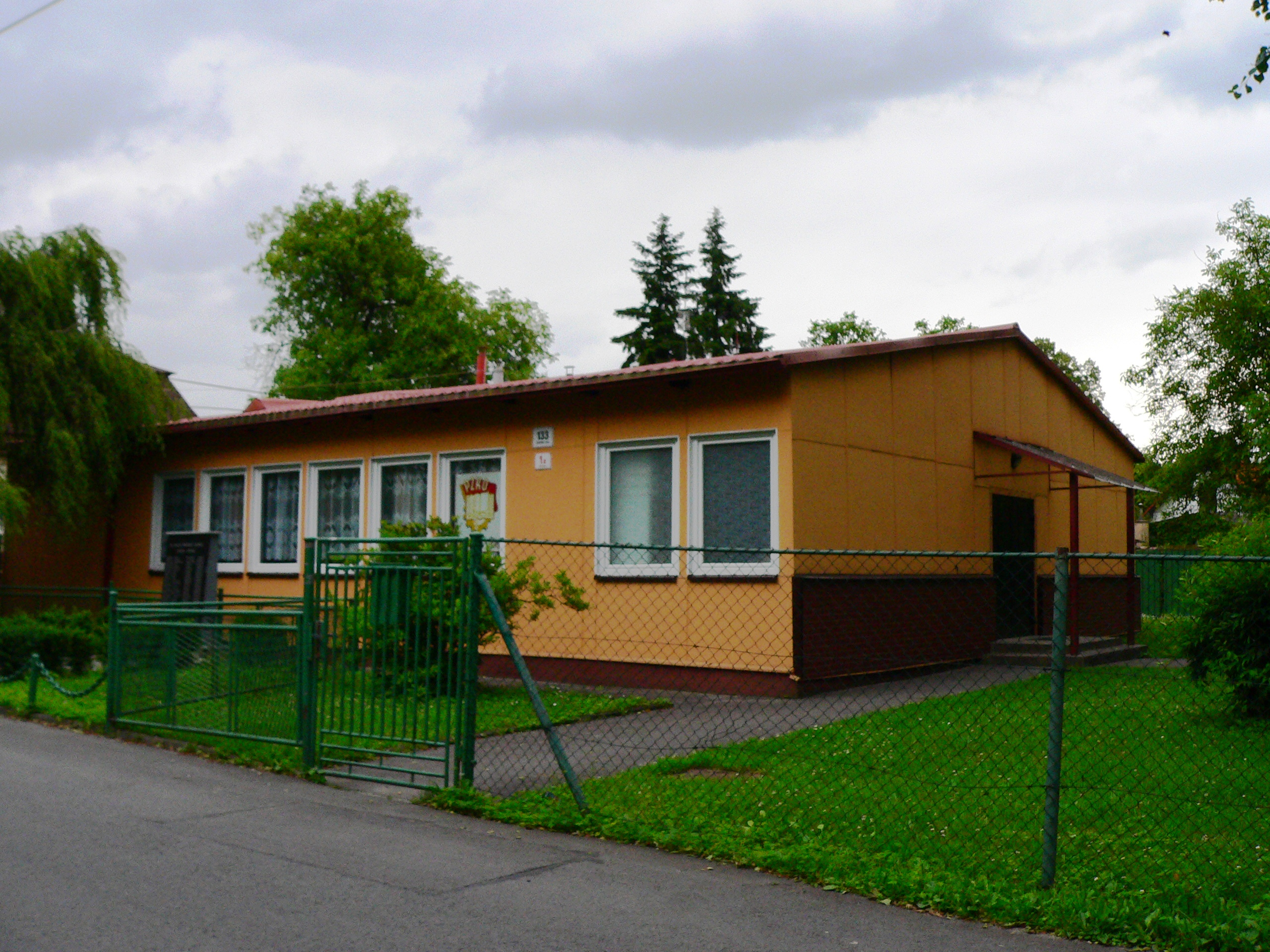
Dom PZKO
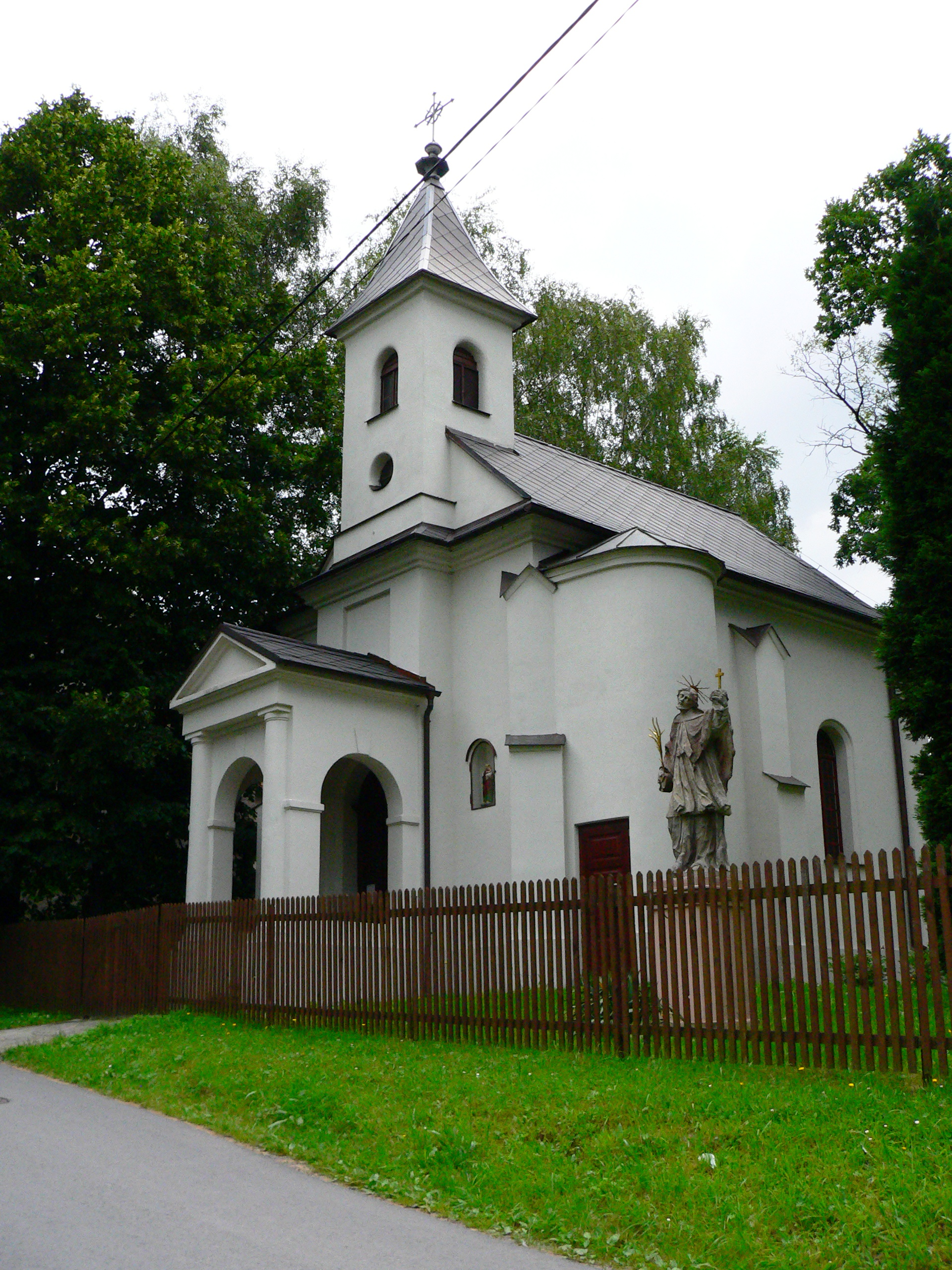
Kaplica św. Anny
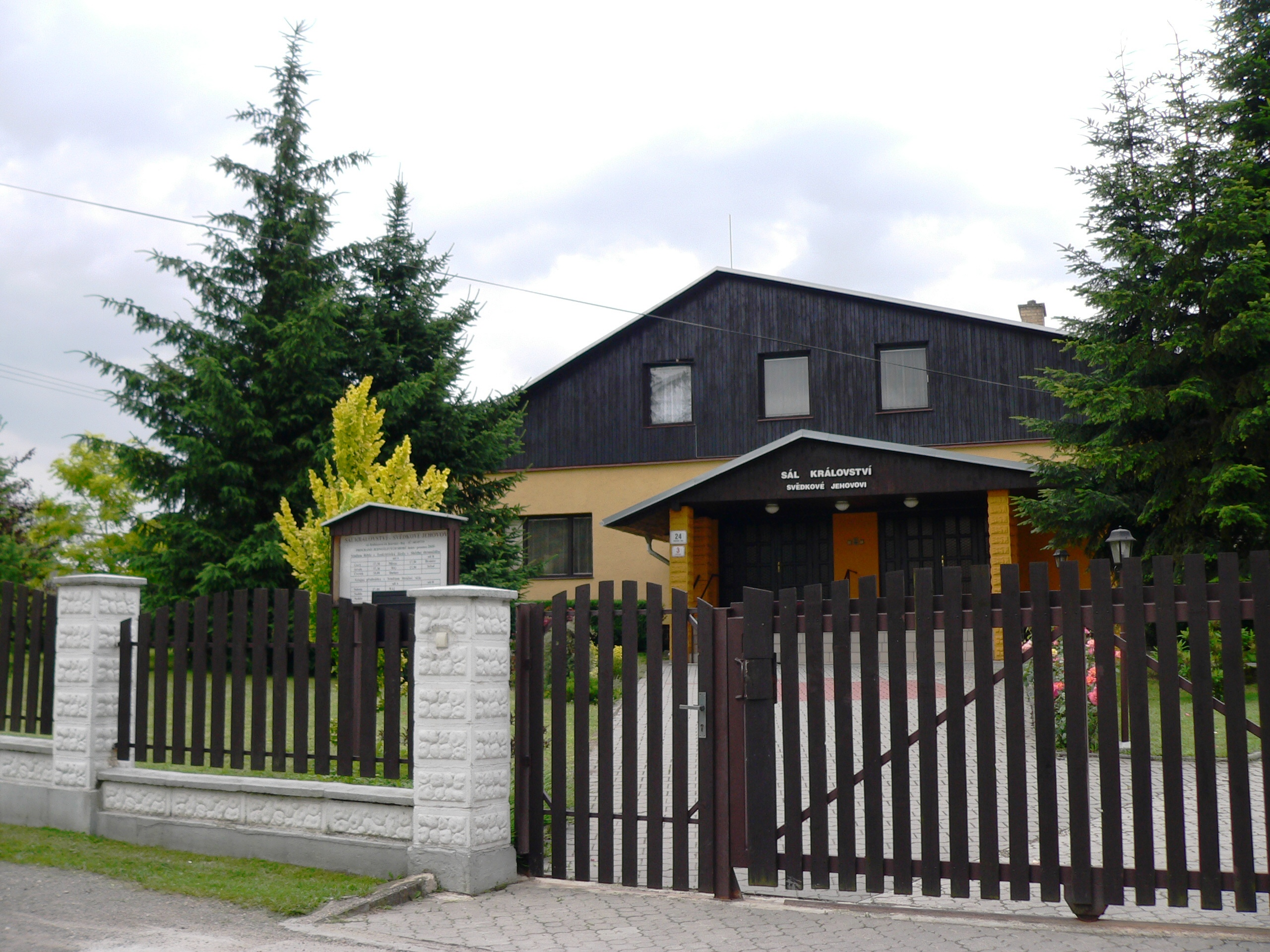
Sala Królestwa Świadków Jehowy